# Ice in the Sun
Ice in the Sun — песня британской группы Status Quo. Трек был записан в 1968 году и вошёл в альбом Status Quo — Picturesque Matchstickable Messages from the Status Quo, который был выпущен в августе того же года.
В Великобритании релиз «Ice in the Sun» в качестве сингла состоялся в августе 1968 года. Авторами песни выступили Марти Вильде и Ронни Скотт (неизвестный джазовый музыкант). Продюсированием занимался Джон Шрёдер. Песня стала вторым хитом Status Quo.
Синглу удалось занять 8 место в UK Singles Chart, сумев продержаться там двенадцать недель, и 29 место в канадском чарте RPM Magazine. Также песня заняла 70 место в чарте Billboard Hot 100.
В дальнейшем песня включалась в такие сборники группы, как XS All Areas – The Greatest Hits, Whatever You Want – The Very Best of Status Quo и From the Makers of....

## Синглы
- 1968: Ice in the Sun / When My Mind Is Not Live [p] 45 rpm Vinyl 7" Pye / 7N 17581
- 1968: Hielo en el sol / Velos negros de melancolía 45 rpm Vinyl 7" Pye / H 387
- 1969: Ice in the Sun / Pictures of Matchstick Men 45 rpm Vinyl 7" Pye / L-2222-Y

## Участники записи
- Фрэнсис Росси — вокал, соло-гитара
- Рик Парфитт — ритм-гитара, вокал
- Алан Ланкастер — бас-гитара, вокал
- Джон Коглан — ударные
- Рой Лайнс — орган, вокал